# Maesaipsyche
Maesaipsyche är ett släkte av nattsländor. Maesaipsyche ingår i familjen ryssjenattsländor.
Kladogram enligt Catalogue of Life:
| Maesaipsyche | \| \| Maesaipsyche prichapanyai \| \| \| \| \| \| Maesaipsyche stengeli \| \| \| \| |
|              | \| \| Maesaipsyche prichapanyai \| \| \| \| \| \| Maesaipsyche stengeli \| \| \| \| |
|              | Maesaipsyche prichapanyai                                                           |
|              |                                                                                     |
|              | Maesaipsyche stengeli                                                               |
|              |                                                                                     |